# May El-Khalil
May El Khalil (Líbano, 1955) es la fundadora y presidenta de la Beirut Marathon Association, organismo que supervisa el maratón de Beirut, celebrado anualmente en otoño desde 2003, aunque en 2019 fue cancelado debido a las protestas antigubernamentales y en 2020 se suspendió por la pandemia de COVID-19. El maratón de Beirut fue reconocido por Word Athletics en 2009. En 2018, la carrera atrajo a 48605 corredores de más de 109 países.

## Biografía
Nació en el distrito de Alaia, en la Cordillera del Líbano, al sureste de Beirut. May El Khalil pasó gran parte de su vida adulta en Nigeria, tras su matrimonio con el empresario Faysal El Khalil. En Nigeria fundó Lebanese Ladies in Nigeria, una organización no gubernamental dedicada a promover el desarrollo educativo a través de subvenciones y becas.
En 2001, tras haber regresado al Líbano, sufrió un accidente casi fatal que la dejó en coma: mientras corría al aire libre, un autobús la atropelló durante el entrenamiento. Pasó dos años hospitalizada sometiéndose a decenas de cirugías que le permitieron volver a caminar, aunque no continuar corriendo, y la inspiraron para fundar el maratón de Beirut.
Tras el asesinato del primer ministro libanés Rafiq Hariri en febrero de 2005, la Beirut Marathon Association organizó la carrera "United We Run", que atrajo a 60.000 corredores.
El Khalil ha sido reconocida por su trabajo a nivel nacional e internacional. Recibió en Lausana el premio de la Asociación Internacional de la Prensa Deportiva y en Abu Dhabi, el Premio Laureus. Fue condecorada por el presidente libanés Michel Sleiman con la Orden Nacional del Cedro y ha recibido premios de reconocimiento del Ministerio de Turismo del Líbano, la Cámara de Comercio Brasil-Líbano y el Ministerio de Juventud y Deportes del Líbano. El Khalil también fue socia Paul Harris de la fundación Rotary International durante 2010 y 2011. En 2013, le otorgó un doctorado honoris causa la Universidad Americana Libanesa (LAU). El 8 de marzo (Día internacional de la mujer) de 2014 fue condecorada por la Asociación Cristiana de Mujeres Jóvenes del Líbano.
El Khalil dio una conferencia TED en Edimburgo, Escocia, en 2013. El 10 de marzo de 2014 fue invitada a participar como ponente en la Convención Europea de Innovación. También fue invitada por la fundación SEAL como invitada de honor para su cena de gala anual en Nueva York. La Asociación Libanesa de Franquicias la eligió entre los cuatro galardonados con el Appreciation Award. El 22 de julio de 2014 recibió el Premio Juego Limpio y Paz, otorgado por el comité del Premio Fair Play Mecenate en Arezzo, Italia.
El Khalil tiene cuatro hijos y cuatro nietos.